# Cristobal Huet
Cristobal Huet (* 3. September 1975 in Saint-Martin-d’Hères) ist ein ehemaliger französisch-schweizerischer Eishockeytorwart und heutiger -trainer, der 2010 mit den Chicago Blackhawks den Stanley Cup gewann, 1999 Schweizer Meister mit dem HC Lugano wurde und mehrfach zum besten Torhüter der Schweizer National League ausgezeichnet wurde.

## Karriere

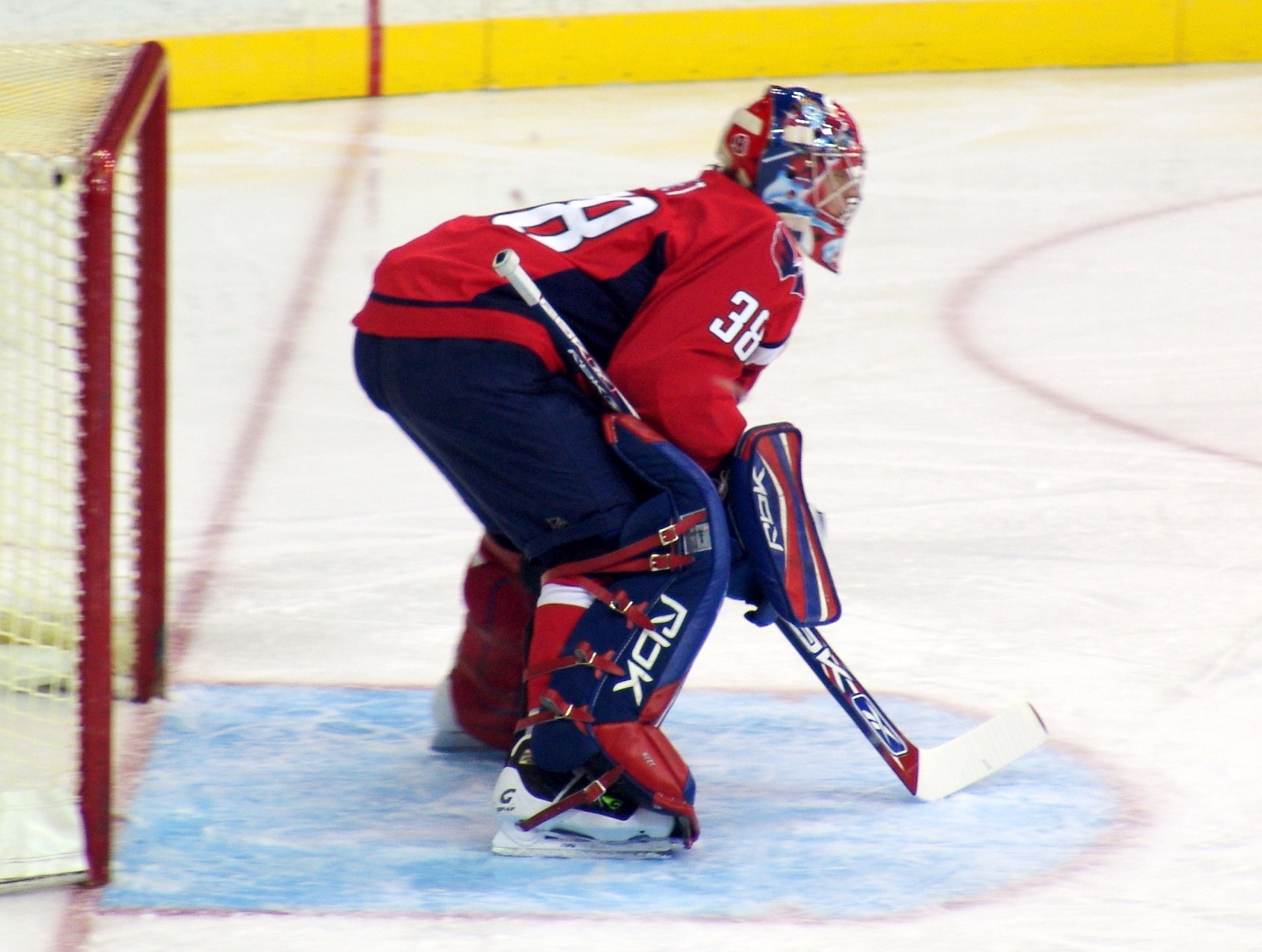
Huet im Trikot der Washington Capitals

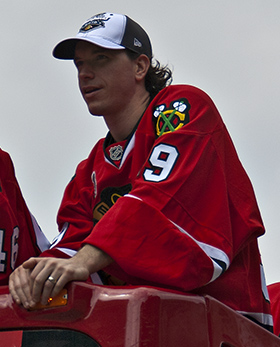
Cristobal Huet bei der Stanley-Cup-Siegesfeier (2010)

Huet wurde von den Los Angeles Kings in der siebten Runde an 214. Stelle beim NHL Entry Draft 2001 ausgewählt. Er spielt in der National Hockey League bei den Chicago Blackhawks und ist außerdem Torhüter der französischen Eishockeynationalmannschaft. Für diese hat er bereits bei zwei Olympischen Winterspielen (1998 in Nagano und 2002 in Salt Lake City) sowie fünf Eishockey-Weltmeisterschaften (1997 bis 2001) teilgenommen.
Während seiner Zeit beim HC Lugano in der Schweiz wurde er in den Spielzeiten 1999/2000 und 2000/01 zweimal zum Torhüter des Jahres gewählt. Am 20. Februar 2003 feierte er im Tor der Los Angeles Kings sein NHL-Debüt gegen die Philadelphia Flyers, bereits knapp einen Monat später, am 15. März, konnte er seinen ersten Shutout im Spiel gegen die Carolina Hurricanes verbuchen. Am 5. und 6. Februar 2006 konnte er innerhalb von 24 Stunden zwei Shutouts hintereinander feiern. Huet ist erst der zweite französische NHL-Spieler überhaupt.
Während der NHL-Saison 2004/05 (Lockout) spielte er für die Adler Mannheim in der Deutschen Eishockey Liga. Er bekam nach der NHL-Saison 2005/06 den Roger Crozier Saving Grace Award für den Torhüter mit der besten Fangquote verliehen. Während der Saison 2006/07 konnte er sich als die Nummer eins in Montréal durchsetzen, und seine guten Leistungen in der ersten Hälfte der Saison führten dazu, dass er zum NHL All-Star Game 2007 eingeladen wurde. Danach schwächelten er und die Canadiens. Mitte Februar 2007 zog er sich eine Verletzung am Knöchel zu und wurde bis zum Ende der Saison, die die Canadiens ohne Teilnahme an den Playoffs beendeten, nicht wieder fit.
In der Saison 2007/08 zeigte Huet erneut gute Leistungen, musste aber zeitweise mit Nachwuchstorhüter Carey Price konkurrieren. Am letzten Tag der Transferperiode wurde Huet zu den Washington Capitals transferiert. Nachdem diese im Sommer 2008 mit José Théodore einen weiteren Torhüter mit Stammplatzanspruch verpflichteten, verlängerte der Franzose seinen Vertrag nicht und wechselte zu den Chicago Blackhawks. In der Saison 2009/10 gewann er mit Chicago den Stanley Cup, wobei er in den Play-offs insgesamt nur 20 Minuten zum Einsatz kam.
Im Sommer 2010 mussten die Hawks aufgrund der NHL-Gehaltsobergrenze einige Spieler abgeben und suchten auch für Huet einen neuen Arbeitgeber. Fribourg-Gottéron bekundete Interesse an einer Verpflichtung von Huet, während Sébastien Caron in die KHL wechselte. Ende September akzeptierten Huet, die Blackhawks und Gottéron einen Leihvertrag für die Saison 2010/11, so dass Huet Gehalt, das nicht vollständig vom Schweizer Klub getragen wurde, nicht zur Berechnung des Salary Cap herangezogen werden musste.
Im Oktober 2010 erhielt Huet einen Schweizer Pass, nachdem er sieben Jahre mit einer Walliserin verheiratet war.
Huets Ziel war es, auf die Saison 2011/12 wieder in der NHL zu spielen, doch kein Klub wollte ihn, sodass er eine weitere Saison beim HC Fribourg-Gottéron blieb. Im August 2012 unterzeichnete Huet einen Vierjahresvertrag beim Lausanne HC aus der National League B, mit dem er 2013 den Aufstieg in die National League A realisierte.
Im März 2018 beendete er seine Karriere und wurde anschließend Torwarttrainer beim Lausanne HC.
Mit dem Jahrgang 2023 wurde Huet in die IIHF Hall of Fame aufgenommen.

## Erfolge und Auszeichnungen
| - 1997 Trophée Jean Ferrand - 1998 Französischer Meister mit dem CSG Grenoble - 1998 Trophée Albert Hassler - 1998 Trophée Jean Ferrand - 1999 Schweizer Meister mit dem HC Lugano - 1999 Bester Torhüter der Nationalliga A - 2000 Bester Torhüter der Nationalliga A | - 2001 Bester Torhüter der Nationalliga A - 2006 Roger Crozier Saving Grace Award - 2007 NHL All-Star Game - 2010 Stanley-Cup-Gewinn mit den Chicago Blackhawks - 2013 Meister der National League B mit dem Lausanne HC - 2018 Aufnahme in den Temple de la renommée du hockey français - 2023 Aufnahme in die IIHF Hall of Fame |

## Karrierestatistik
(Legende zur Torhüterstatistik: GP oder Sp = Spiele insgesamt; W oder S = Siege; L oder N = Niederlagen; T oder U oder OT = Unentschieden oder Overtime- bzw. Shootout-Niederlage; Min. = Minuten; SOG oder SaT = Schüsse aufs Tor; GA oder GT = Gegentore; SO = Shutouts; GAA oder GTS = Gegentorschnitt; Sv% oder SVS% = Fangquote; EN = Empty Net Goal; 1 Play-downs/Relegation; Kursiv: Statistik nicht vollständig)